# Котіс II (цар одрисів)
Котіс II (д/н — бл. 280 до н. е.) — цар одрисів в 300/295—280 роках до н. е.

## Життєпис
Син царя Севта III. Замолоду завдяки гарним стосункам батька з Афінами, Котіс отримав афінське громадянство. Після смерті батька між 300 та 295 роками до н. е. стає новим царем одрисів. Продовжив спроби здобути незалежність від царя Лісімаха. Було укладено союзи з фракійськими племенами біля Пропонтиди та північної Фракії.
У 291 році до н. е. Котіс II в союзі з гетами знову повстав. Лісімах потрапив в полон до гетів, але незабаром був звільнений уклавши з ними мир. Цим скористався деметрій Поліоркет, цар Македонії, що вдерся до Халкидіки, де у битві під Амфіполем переміг Лісімаха. На допомогу останньому рушив Пірр, цар Епіру. Скориставшись боротьбою між цими царями Котіс II на деякий час зумів здобути самостійність. Але у 287—286 роках до н. е. знову вимушений був визнати зверхність Лісімаха. Поступово приєднав володіння братів Гебрізелма, Садока і Тереса.
У 281 році до н. е. Лісімах загинув в битві при Курупедіоні з військами царя Селевка I, після чого Котіс II був змушений визнати владу Птолемея Керавна. У 280 році Котіс II стикнувся з вторгненням численних племен кельтів на чолі із Бренном. Цар одрисів звернувся по допомогу до царя Птолемея, але той відмовився допомогти, вважаючи, що кельти і фракійці послаблять один одного і будуть менш небезпечні для Македонії. Того ж року була зруйнована і спалена столиця царства одрисів — Севтополь. Котіс II зазнав поразки й загинув. Йому спадкував син Райздос.